# 好質數
良好素數是素數，其平方數大於序列前後相同位置的任意兩個素數的乘積的素數。
良好的素數可以滿足不平等
{\displaystyle p_{n}^{2}>p_{(n-i)}\cdot p_{(n+i)}}
for all 1 ≤ i ≤ n−1. pn 是第n素數。
示例：第一個素數是2,3,5,7和11.至於兩個可能的條件
{\displaystyle 5^{2}>3\cdot 7}
{\displaystyle 5^{2}>2\cdot 11}
實現了，5是一個很好的素數。
有無數好的素數。  前幾個好的素數是
5, 11, 17, 29, 37, 41, 53, 59, 67, 71, 97, 101, 127, 149 （OEIS數列A028388）.